# Marie Schuette
Marie Schuette (* 8. Oktober 1878 in Sydney; †  30. Dezember 1975 in Überlingen) war eine deutsche Kunsthistorikerin.

## Leben
Marie Schuette wurde als Tochter des deutschen Arztes Rudolf Schütte in Australien geboren. 1885 kehrte die Familie nach Leipzig zurück. In Leipzig besuchte die Gymnasialkurse von Käthe Windscheid und legte 1898 die Abiturprüfung extern am Gymnasium in Dresden-Neustadt ab. Danach studierte sie Kunstgeschichte in Freiburg und Berlin und wurde 1903 bei Heinrich Wölfflin in Berlin promoviert.
1904 wurde sie Assistentin von Paul Clemen, dem Provinzialkonservator der Rheinprovinz, in Bonn, 1904 zunächst Volontärin, dann Assistentin am Kunstgewerbemuseum in Köln unter Otto von Falke. Es folgte ein Volontariat am Kupferstichkabinett und an der Skulpturensammlung in Berlin, 1907 wurde sie schließlich Direktorialassistentin an den Großherzoglichen Museen und am Goethe-National-Museum in Weimar.
Von 1910 bis zu ihrer Pensionierung 1943 arbeitete sie am Kunstgewerbemuseum in Leipzig. Hier wirkte sie als Kustodin und Leiterin der Textilsammlung und der Bibliothek, bis 1929 unter dem Direktor Richard Graul. Verdienste erwarb sich Marie Schuette hier insbesondere bei der Einrichtung des neu errichteten Grassimuseums (erbaut 1924–1929). Wissenschaftlich bedeutend war sie vor allem durch ihre Publikationen und Ausstellungen zur Stickerei- und Spitzenkunde, die sie als eigenständiges Arbeits- und Forschungsgebiet für die Kunstgeschichte etablierte.
Im Dezember 1943 verlor sie beim Bombenangriff auf Leipzig ihre Wohnung und verließ die Stadt. In Wien arbeitete sie zunächst für die Denkmalpflege, arbeitete ferner für die Textilsammlungen in Basel, Zürich und St. Gallen. Um 1945 übersiedelte sie in die Schweiz in die Gegend von Lugano, konnte dort jedoch keine feste Beschäftigung finden. Um 1956 arbeitete sie am Centre International d’Etudes des Textiles Anciens Lyon. Schließlich erhielt sie auf Vermittlung von Theodor Heuß eine deutsche Pension und lebte seit den 1960er Jahren in Überlingen am Bodensee. Bis ins hohe Alter publizierte sie auf dem Gebiet der Textilkunde.

## Veröffentlichungen (Auswahl)
- Der schwäbische Schnitzaltar (= Studien zur deutschen Kunstgeschichte. 91). Straßburg 1907 (Dissertation, Digitalisat).
- Alte Spitzen. Klinkhardt & Biermann, Leipzig 1912, 4. Auflage 1963.
- Alte Spitzen (Nadel- und Klöppelspitze). Ein Handbuch für Sammler und Liebhaber. Berlin 1913.
- Spitzenhandbuch. Klinkhardt & Biermann, Leipzig 1914, 4. Auflage 1929.
- Gestickte Bildteppiche und Decken des Mittelalters. Hiersemann, Leipzig 1927 und 1930.
- Deutsche Wandteppiche. Bibliographisches Institut, Leipzig 1938.
- Spitzen von der Renaissance bis zum Empire aus der Sammlung Helene Viehweg-Brockhaus. Leipzig 1939.